# Micoheterotrofia

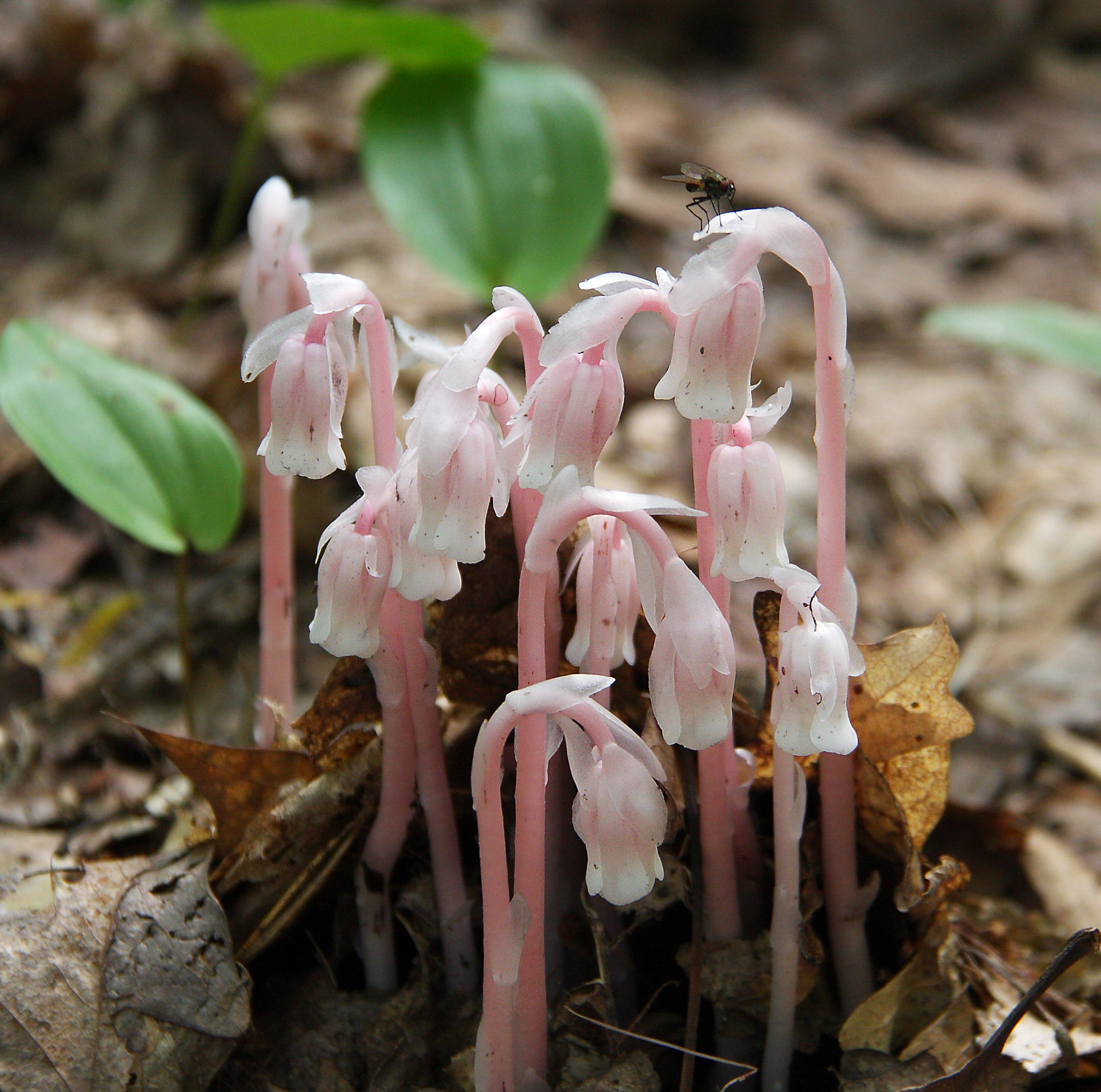
Monotropa uniflora.

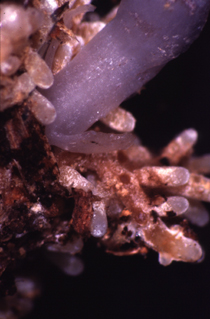
Raíces de la especie micoheterotrófica Monotropa uniflora conjuntamente con el micelio de su hongo hospedante Russula brevipes.

La micoheterotrofia (del griego mícos ‘hongo’, héteros ‘diferente’ y trofé ‘alimentación’) es una relación biológica que se establece entre ciertas clases de plantas y hongos en la que las plantas obtienen, total o parcialmente, sus nutrientes mediante parasitismo sobre el hongo antes que por fotosíntesis. Un micoheterótrofo es la planta parásita en esta relación. La micoheterotrofia está considerada como una relación de explotación, y a los micoheterótrofos se les conoce de un modo informal como los «explotadores de micorrizas». También se refiere a esta relación como micotrofia, aunque este término también se utiliza para las plantas que tienen relaciones micorrizales mutualistas.

## Relaciones entre los micoheterótrofos y los hongos hospedantes
La micoheterotrofia total (u obligada) existe cuando una planta que no realiza la fotosíntesis (una planta que carece de clorofila o lo que es lo mismo carente de una fotosíntesis funcional) obtiene todos sus nutrientes de los hongos que parasita. La micoheterotrofia parcial (o facultativa) existe cuando una planta es capaz de realizar la fotosíntesis, pero parasita a un hongo como aporte suplementario de nutrientes. Las plantas verdes que tienen esta capacidad dual de absorber nutrientes de un hongo por micoheterotrofia y, al mismo tiempo, retienen la capacidad autotrófica que les brinda la fotosíntesis, se denominan mixótrofos.
También hay plantas, tales como algunas especies de orquídeas, que no fotosintetizan y son micoheterotróficas obligadas durante una parte de su ciclo de vida mientras que fotosintetizan y son micoheterotróficas facultativas o autotróficas para el resto de su ciclo vital. Es importante tener en cuenta que otras plantas que no realizan la fotosíntesis y son también aclorofilas (es decir, no presentan clorofila), tales como las especies de los géneros Cuscuta u Orobanche no son micoheterotróficas ya que son plantas parásitas que parasitan directamente el tejido vascular de otras plantas.
Hasta hace pocos años se creía, de un modo erróneo, que las plantas que no realizan la fotosíntesis conseguían sus nutrientes directamente de la materia orgánica de una manera saprofítica, similar a la que utilizan los hongos. Tales plantas, por lo tanto, fueron llamadas «saprófitas». Ahora se sabe que estas plantas no son capaces de la absorción y digestión directa de la materia orgánica y que para conseguir el alimento deben recurrir al parasitismo micoheterotrófico o directo de otras plantas.

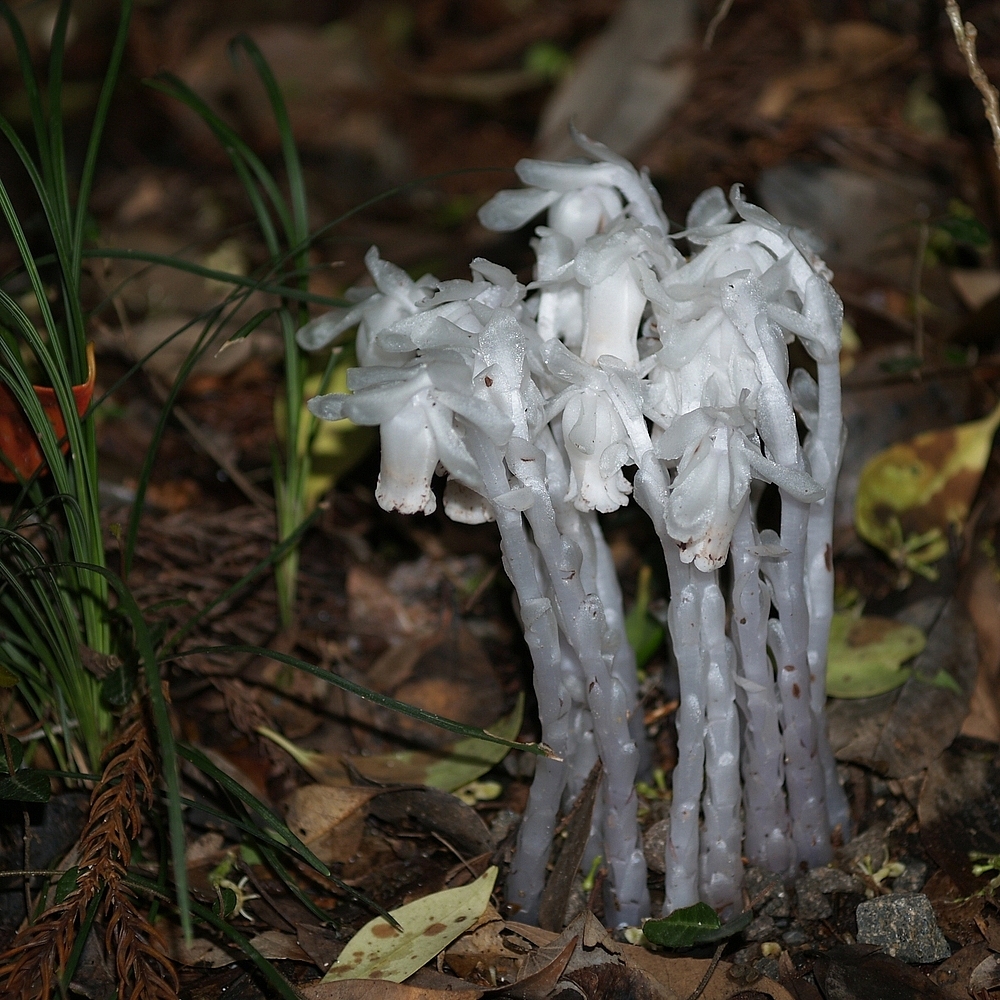
Monotropastrum humile, un micoheterótrofo obligado.

La interfaz entre la planta y sus socios fúngicos en esta asociación está entre las raíces de la planta y el micelio del hongo. La micoheterotrofia por lo tanto se asemeja mucho a las micorrizas y, de hecho, actualmente se considera que puede haberse desarrollado a partir de micorrizas, excepto que en la micoheterotrofia, el flujo de nutrientes se verifica desde el hongo hacia la planta y no al revés.
Los micoheterótrofos, por tanto, se pueden considerar como epiparásitos, puesto que toman la energía de los hongos los cuales a su vez consiguen su energía de otras plantas vasculares. De hecho, muchos micoheterótrofos se encuentran comúnmente en un entramado micorrizal, en el que las plantas utilizan las micorrizas del hongo para el intercambio de dióxido de carbono y nutrientes. En estos sistemas, los micoheterótrofos juegan el papel de «explotadores micorrizales», tomando los nutrientes de las micorrizas comunes, pero sin dar nada en contrapartida.
Las plantas micoheterotróficas, entonces, obtienen la totalidad del carbono desde un hongo, el cual —a su vez— lo obtiene desde una planta verde, fotosintética, con la que vive asociado en una relación mutualística. Se ha demostrado recientemente que en muchas plantas mixotróficas de la familia de las ericáceas una considerable proporción del carbono proviene de los hongos con los que conviven. Así, los arbustos ericáceos de los bosques boreales pertenecientes a la tribu Pyroleae, filogenéticamente relacionados con micoheterótrofos obligados dentro de la subfamilia Monotropoideae, Orthilia secunda, Pyrola chlorantha, Pyrola rotundifolia y Chimaphila umbellata adquieren entre un 10,3 y un 67,5% de su carbono desde los hongos que parasitan, conjuntamente con una parte sustancial del nitrógeno.

## Las plantas micoheterótrofas

### Distribución

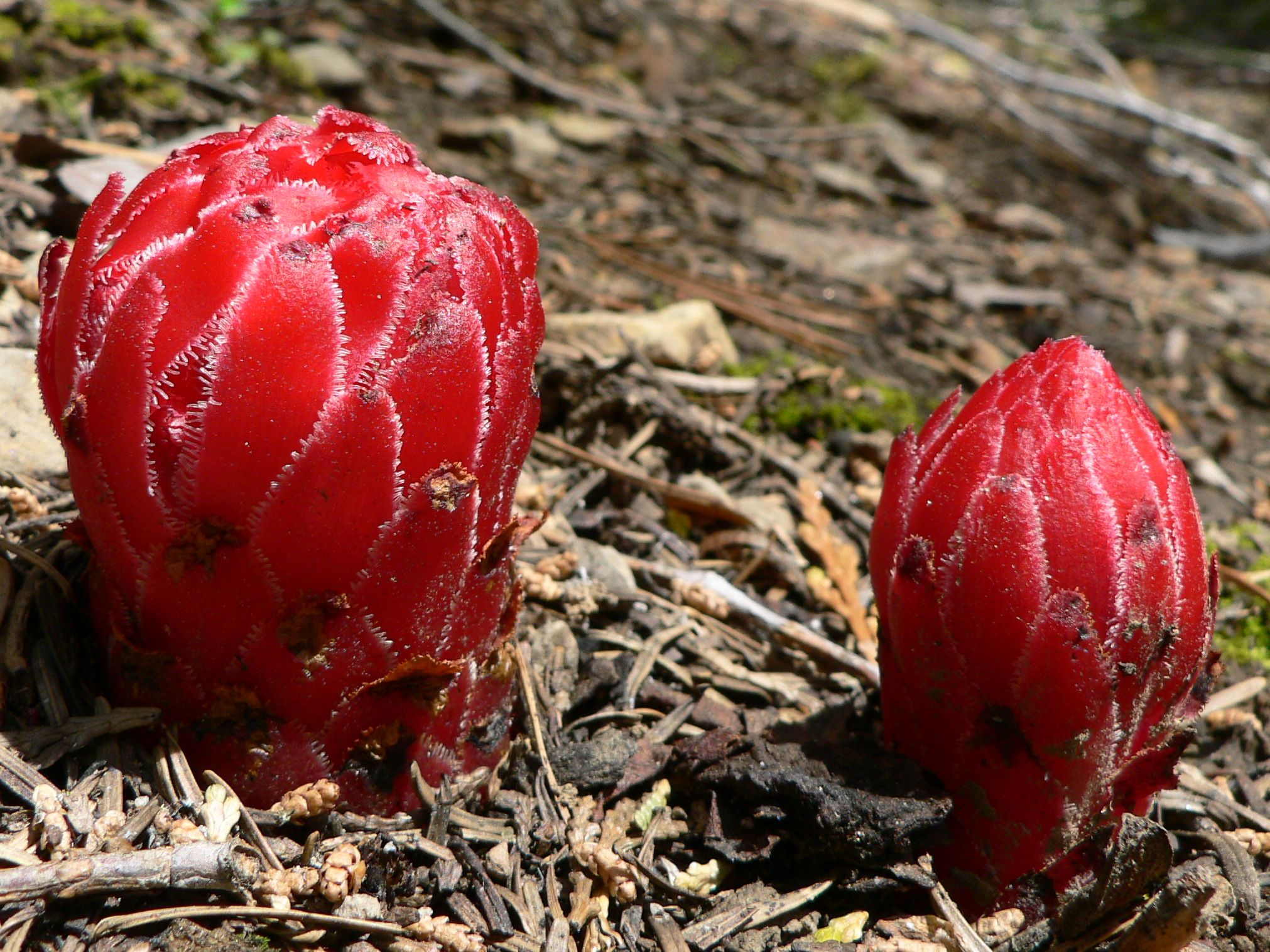
Sarcodes sanguinea, una ericácea micoheterotrófica.

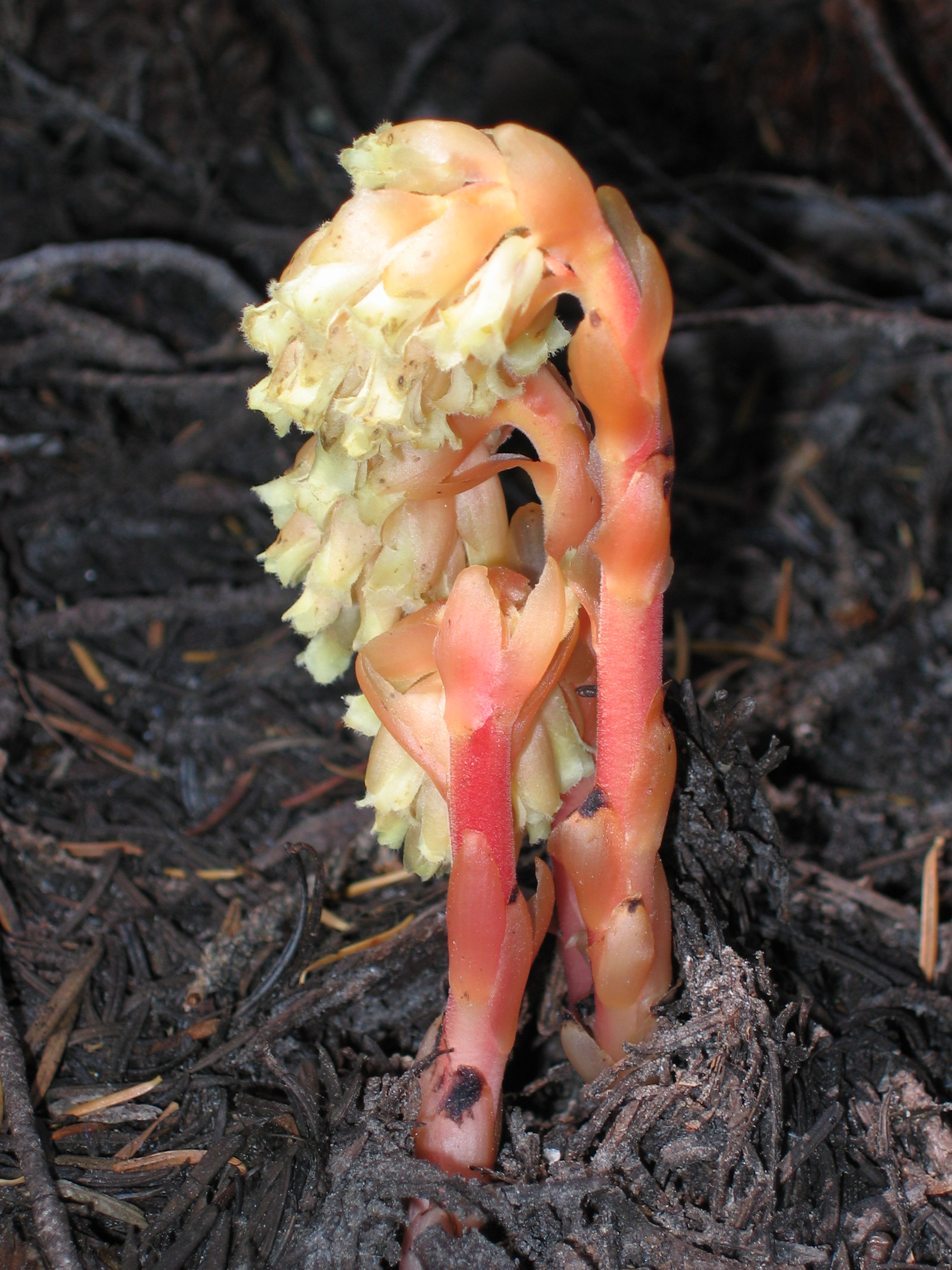
Plantas en flor de Monotropa hypopitys, una ericácea micoheterotrófica.

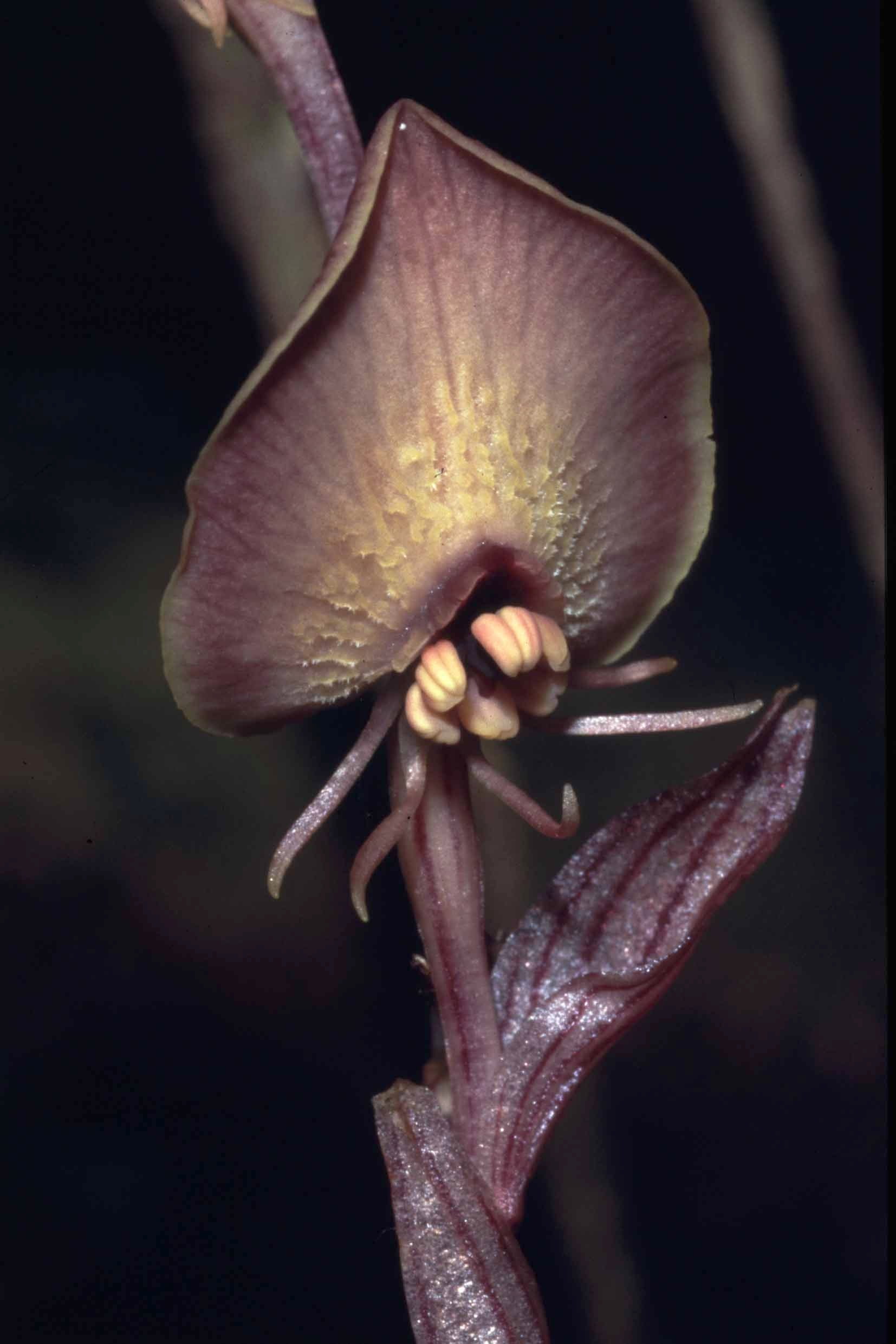
Flor de Corsia ornata, una corsiácea micoheterotrófica.

Existen alrededor de 400 especies de plantas micoheterótrofas obligadas, las que se distribuyen en cerca de 90 géneros, y casi 20 000 especies micoheterótrofas facultativas, o sea, que dependen de un hongo para sobrevivir al menos en los estados iniciales de crecimiento, como por ejemplo las orquídeas. Casi todos los años se describen nuevas especies micoheterótrofas mientras que otras no han sido coleccionadas por más de un siglo y se consideran extintas. Los micoheterótrofos se encuentran en un número de grupos diferentes de plantas. Todos los monotropas y las orquídeas no fotosintéticas son micoheterótrofos completos, al igual que las hepáticas no fotosintéticas Cryptothallus. Una micoheterotrofia parcial es común en la familia de las gencianas, en orquídeas fotosintéticas, y en un número de otros grupos de plantas. Algunos helechos y los licopodios tienen gametofitos micoheterótrofos en algunas etapas.
De hecho, las plantas micoheterótrofas han evolucionado en forma independiente en más de 40 oportunidades en distintos linajes de monocotas y eudicotas. Las angiospermas micoheterótrofas comprenden parte de las familias Burmanniaceae, Corsiaceae, Ericaceae, Gentianaceae, Iridaceae, Orchidaceae, Petrosaviaceae, Polygalaceae, Thismiaceae y Triuridaceae. La gran mayoría de las especies totalmente micoheterótrofas están restringidas a los trópicos si bien algunas ericáceas y orquídeas micoheterótrofas se encuentran en los bosques templados.

### Filogenia y evolución
Debido a la reducción o a la pérdida de muchos caracteres morfológicos taxonómicamente discriminantes, las afinidades de muchos grupos de plantas micoheterótrofas han permanecido sin dilucidar durante décadas. Con el advenimiento de la sistemática molecular, se hicieron disponibles nuevas herramientas para identificar a los parientes fotosintéticos de las plantas micoheterótrofas. Así, los datos moleculares han sido utilizados para inferir las relaciones filogenéticas de muchos clados con especies micoheterótrofas. No obstante, los datos moleculares no ofrecen tampoco una respuesta clara y definitiva a las relaciones filogenéticas de este tipo de organismos debido a que, al no ser organismos fotosintéticos, no poseen cloroplastos ni genes de cloroplasto amplificables (los cuales son frecuentemente usados en estudios filogenéticos), o tales genes —cuando existen— son altamente divergentes y las tasas de substitución de los genes nucleares o mitocondriales son muy elevadas, lo que causa un sesgo en las inferencias filogenéticas. Asimismo, la adquisición de muestras representativas de muchos taxones, un factor crítico para realizar una reconstrucción filogenética, es todavía un obstáculo para muchos grupos de micoheterótrofos raros, tales como Corsiaceae, Triuridaceae, Epirixanthes (Polygalaceae), Cheilotheca (Ericaceae) y Thismiaceae.
Muchos géneros de plantas micoheterótrofas se consideran antiguos por su distribución pantropical, pero solo existe una serie de fósiles que podría asignarse a un linaje de micoheterótrofos existente. Estos fósiles provienen del Cretácico Superior (hace 90 millones de años) y muestran afinidades con los miembros actuales de las tiuridáceas. Sin embargo, todavía subsiste la duda de si tales fósiles son en realidad micoheterótrofos. La evidencia indirecta indica que los organismos micoheterótroficos son antiguos, al menos en algunos grupos, y que pueden persistir y diversificarse a través de grandes períodos evolutivos.

## Los hongos huéspedes
Históricamente, se asumió que las plantas micoheterotróficas obtenían sus nutrientes directamente de la materia orgánica del suelo. En consecuencia, tales plantas se describían como saprófitas, un término que —a pesar de que es incorrecto— todavía es frecuentemente utilizado para denominar a este tipo de plantas.
Las primeras observaciones de las plantas micoheterotróficas revelaron que no existen conexiones por medio de haustorios entre las plantas y los hongos hospedantes, comparables a aquellas que se encuentran en las plantas parásitas. En cambio, se demostró la presencia de filamentos fúngicos (hifas) estrechamente asociados al sistema radicular del huésped. Debido a la falta de caracteres morfológicos diagnósticos de las micorrizas no se pudo revelar, hasta hace relativamente poco tiempo, la identidad de los hongos que forman micorrizas con las plantas micoheterotróficas. No obstante, a partir del momento en que se descubrió tal relación, se pudo poner rápidamente de manifiesto que muchos micoheterótrofos obligados estaban involucrados en una simbiosis tripartita a través de las micorrizas compartidas con las plantas autotróficas adyacentes y que actuaban, de hecho, como epiparásitos. Así, los dos tipos más frecuentes de micorrizas, las ectomicorrizas y las micorrizas arbusculares, han sido repetidamente explotadas por las plantas micoheterotróficas durante el transcurso de su evolución. Con pocas excepciones, las plantas micoheterotróficas de las familias Aneuraceae, Orchidaceae y Ericaceae explotan las redes de ectomicorrizas, mientras que las de las familias Burmanniaceae, Corsiaceae, Gentianaceae, Thismiaceae y Triuridaceae utilizan a las redes de micorrizas arbusculares. En estos casos, la micoheterotrofia se considera que representa una ruptura de una relación mutualística, o sea, las plantas micoheterotróficas epiparásitas evolucionaron a partir de plantas autotróficas que mantenían una relación mutualística con hongos que forman micorrizas. 
Como alternativa a estas asociaciones con micorrizas, algunas especies de orquídeas micoheterotróficas se han especializado en el parasitismo de hongos saprofitos que viven en restos vegetales o madera en descomposición.

## Especificidad de la relación
Las micorrizas están caracterizadas por mostrar, en general, una muy baja especificidad entre las especies de plantas y hongos involucrados. Una planta autotrófica involucrada en una micorriza típicamente se asocia con un gran número de especies de hongos distantemente relacionados y, a su vez, un hongo micorrítico se asocia simultáneamente con muchas especies de plantas lejanamente emparentadas.
En contraste con las micorrizas que forman las plantas autotróficas, las especies micoheterotróficas muestran una muy alta especificidad hacia el hongo, aunque éste permanezca siendo generalista. 
En las ericáceas de la subfamilia monotropidae, por ejemplo, el epiparasitismo de las redes microrríticas ha conducido a la diversificación de cinco linajes diferentes de micoheterótrofos, cada uno de los cuales traza hacia un solo linaje de hongo basidiomicete. Un caso extremo ha sido observado en el género Afrothismia (Thismiaceae), donde la especialización ha llevado a cinco especies de plantas micoheterotróficas relacionadas entre sí a epiparasitar cinco especies también relacionadas de hongos vesículo arbusculares, mediante un fenómeno que se ha denominado co-especiación retrasada, es decir, una co-especiación en la cual el hongo huésped diverge más tempranamente que sus epiparásitos.
La micorrización (término con el que se designa al establecimiento de la asociación entre la planta y el hongo huésped) es el período crítico en la historia de vida de las plantas micoheterotróficas. De hecho, la especificidad micorrítica es usualmente tan extrema que muchas plantas micoheterotróficas no germinan o no se desarrollan en la ausencia de su simbionte específico. Aun cuando en ciertos casos la germinación pueda ser iniciada por un pariente estrechamente relacionado con el hongo huésped exacto, la plántula puede no sobrevivir más allá de los estados iniciales de desarrollo.